# Cerkvenjak
Cerkvenjak este o localitate din comuna Cerkvenjak, Slovenia, cu o populație de 150 de locuitori.